# وزغ غربی
وزغ غربی (نام علمی: Anaxyrus boreas) نام یک گونه از تیره وزغ‌های راستین است.